# Berestechko
Berestechko (ucraniano: Берестéчко; polaco: Beresteczko) es una ciudad de Ucrania perteneciente al raión de Lutsk de la óblast de Volinia.
En 2018, la ciudad tenía 1711 habitantes. Desde la reforma territorial de 2020, es sede de un municipio que tiene una población total de unos nueve mil quinientos habitantes e incluye veinte pueblos como pedanías.
Se ubica a orillas del río Styr, unos 25 km al sureste de Horójiv en el límite con la óblast de Rivne.

## Historia
Fue fundada en la Edad Media como una pedanía de Perémyl, una antigua ciudad que en 1241 fue destruida en la invasión mongola. La actual localidad se menciona por primera vez en un documento de Casimiro IV Jagellón de 1445 y recibió el Derecho de Magdeburgo en 1547. En 1651, se produjo en sus alrededores la Batalla de Berestechko, en la cual las tropas de Juan II Casimiro derrotaron a los rebeldes de Jmelnytsky. Se incorporó al Imperio ruso en la partición de 1795, regresando al territorio polaco entre 1921 y 1939.
La Unión Soviética reconoció el título de ciudad en 1940, cuando tenía casi siete mil habitantes, pero la localidad fue gravemente dañada por los asesinatos masivos de judíos cometidos por los Einsatzgruppen en 1941 y 1942 y desde entonces es un asentamiento de unos dos mil habitantes. Hasta 2020, formó parte del raión de Horójiv.